# ستايسي فرنسيس
ستايسي فرنسيس (بالإنجليزية: Stacy Francis)‏ هي مغنية أمريكية، ولدت في 16 أبريل 1969 في بروكلين في الولايات المتحدة.

## وصلات خارجية
- الموقع الرسمي
- ستايسي فرنسيس على موقع IMDb (الإنجليزية)
- ستايسي فرنسيس على موقع ميوزك برينز (الإنجليزية)